# Гримайлів

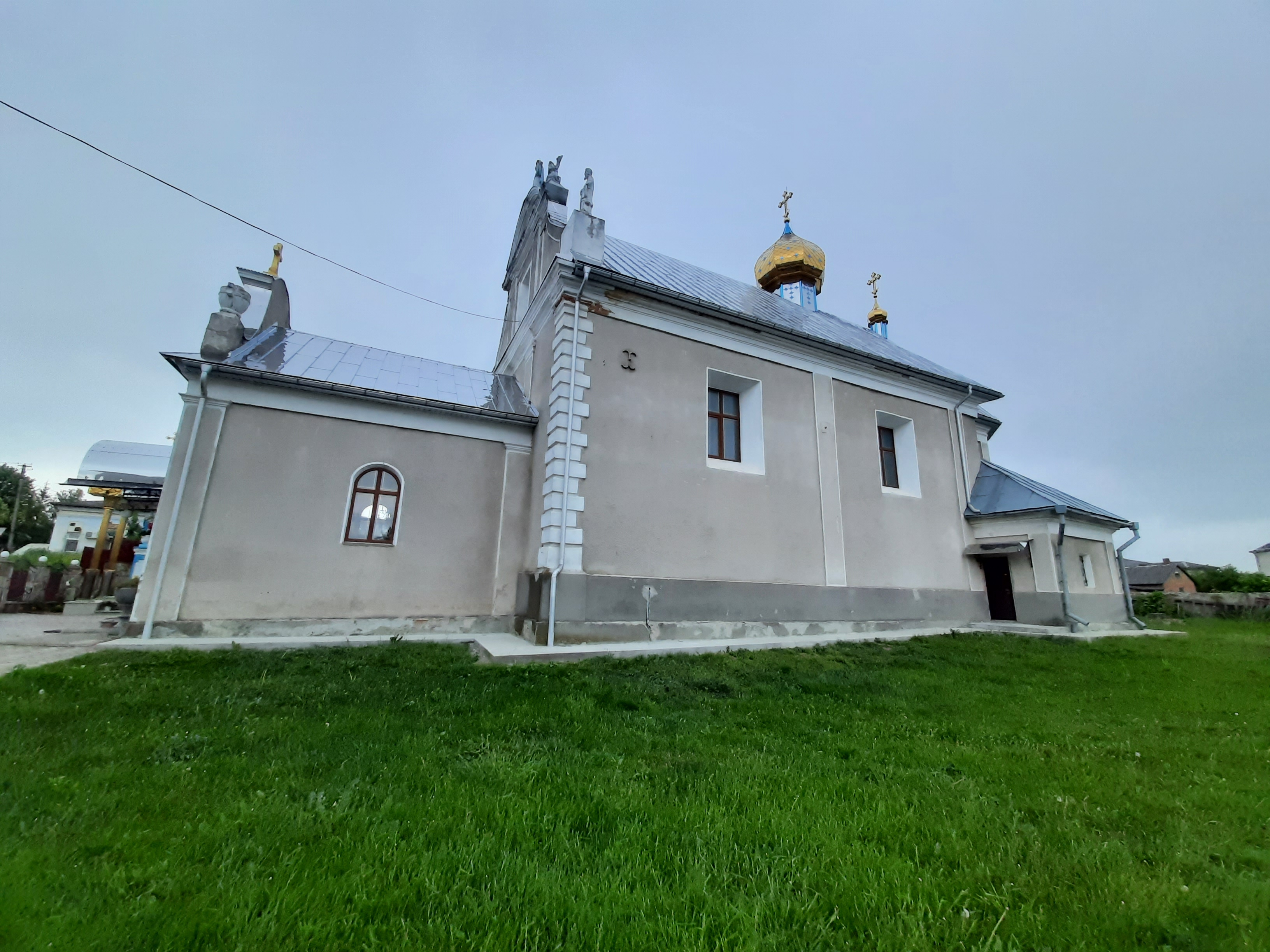
Церква Пресвятої Діви Марії

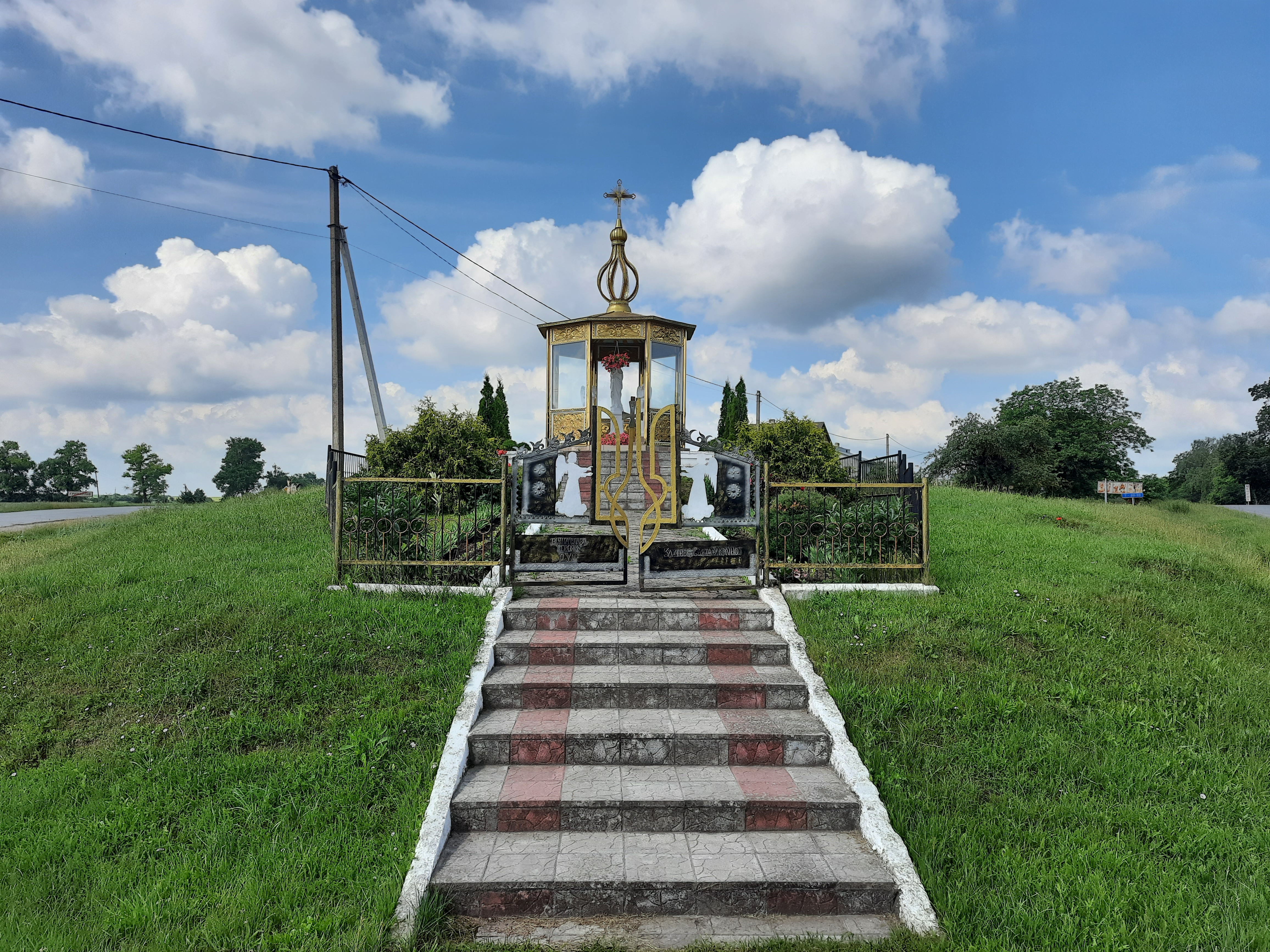
Статуя Божої Матері

Грима́йлів — селище в Чортківському районі Тернопільської області. Чисельність населення станом на 1 січня 2015 р. — 1972 особи.
До грудня 2016 — центр селищної ради, якій підпорядковувалися села Буцики та Оленівка. Від грудня 2016 року — центр Гримайлівської селищної громади.
Ще у 1920-1930-х рр. до Гримайлова було приєднано села Мазурівка та Підлісся.
До 1945 року офіційна назва була Грималів, австрійський і польський варіанти — Ґжималув (Grzymałów).
Як адміністративна одиниця Гримайлівський район існував з 1940 до 20 березня 1958 року, коли указом Президії Верховної Ради УРСР був приєднаний до складу Скалатського району. 30 грудня 1962 року при укрупненні районів Гримайлів приєднаний до Підволочиського району Тернопільської області. Від 1964 року проведений новий територіальний поділ, за яким Гримайлів увійшов до Гусятинського району Тернопільської області.
Старожили довгий час передавали повір'я, пов'язуючи назву Гримайлів з гриманням ткацьких верстатів та звуків кувалд у кузнях.

## Розташування
Гримайлів розташований на обох берегах річки Гнила, яка впадає в річку Збруч, на південно-східній околиці Тернопільської області, лежить у західній частині Подільського плато, найхарактернішим для якого є Товтровий кряж.
Селище Гримайлів — компактний населений пункт, у центрі якого розташована селищна рада, лікарня, 3 школи, торгові підприємства, автобусна станція, ковбасний цех, адміністрація заповідника «Медобори».
Через Гримайлів проліг автошлях Т 2002 Тернопіль — Скалат — Жванець (Кам'янець-Подільський район), з містечка починається автошлях Т 2017 Гримайлів — Хоростків — Яблунів.

## Історія
Історичних джерел про Гримайлів дуже мало, а те, що збереглося, походить вже з пізніших часів. Сам Гримайлів і його околиці мають давню історію, про це свідчать знайдені предмети, вироблені з каміння, а найбільше — кремнію: долота, сокири, молоти. Знайдено старовинний посуд: дзбанки, миски незвичайного виду, деколи зроблені грубо, невмілою рукою. Гримайлів побудований на великих підвалах (льохах), які люди пізніше використовували як пивниці, склади для збереження каміння. За даними польських дослідників, перша письмова згадка 1464 р. як власність шляхтича Грималея. Назва походить, імовірно, від старослов'янського слова "гримак", гримкотливе, за іншою версією, від прізвища власника поселення Грималея. В 1497р. Гримайлів знищили татари. 

### Давньоруські часи
Заселення Гримайлова почалися в давні часи. На околицях містечка знайдено кам'яні знаряддя праці мідної доби, також римський світильник перших століть нашої ери.

### Польський період
Наприкінці XVI століття Гримайлів належав до роду Людзицьких (пол. Ludziccy) гербу Ґржимала . Саме вони сприяли зведенню тут, на межі XVI i XVII століть, на лівому схилі яру річки Ґніли, оборонного замку у вигляді наближеного до квадрату прямокутника, оточеного ровами та валами, з чотирма 6-бічними баштами на рогах. Вхідна брама знаходилася зі східної сторони. Хоча замок і лежав на так званому «татарському шляху», але повідомлень в історичних джерелах про його облоги козаками, татарами або турками немає. Наступна письмова згадка про Гримайлів датується 1600 роком у зв'язку з описом мурованого замку. У 1617 році Гримайлів згадано як королівське поселення, війтом якого був О. Вольський.
В 1634 році під час феодального конфлікту на Гримайлів здійснив напад загін шляхтянки Анни з Лагодовських із села Калагарівки на Збручі, під час якого село було спалено і пограбовано, а замок захоплений.
«Чорний шлях», яким ішли татари, тягнувся на північ від Скалата, Гримайлова на Збараж. 
Гримайлів багато разів спустошували напади татарських орд. Лише протягом 1612—1634 років їх було понад 20. Також село потерпало від постійних шляхетських міжусобиць, що завдавали багато лиха.
У першій половині XVII століття більшість селян відробляли панщину, яка з лану становила 156 днів на рік, а з половини лану — 81 день на рік, платили грошові податки, працювали на будівництві шляхів, мостів, гребель. Найбільш розвинутими тоді були: кушнірство, шевство, різництво, колодійство (колісництво).
У містечку існувало 2 ремісничих цехи: мулярів і теслярів
У роки Визвольної війни 1648—1654 рр. населення Гримайлова допомагало загонам Богдана Хмельницького. Повстанці здобули замок, напали на двір шляхтича Карасніцького у сусідньому селі Глібові.
Після того, як у 1672 році Західне Поділля захопили турки, загони підлеглих їм татар часто нападали на Гримайлів. Особливо руйнівними були напади татар від 1675 року, коли вони дощенту зруйнували село, а його жителів забрали в неволю.

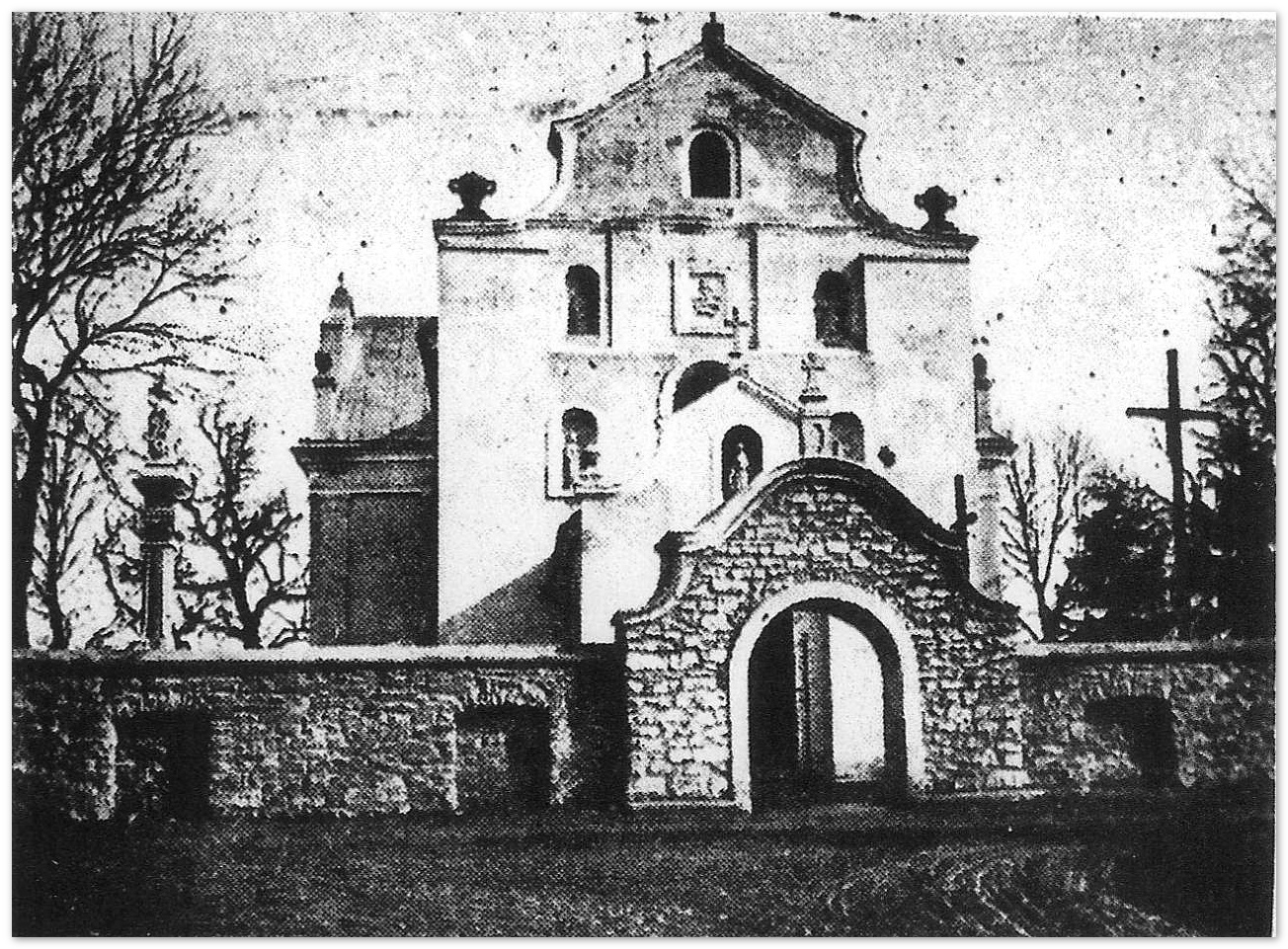
Гримайлівський костел у польські часи

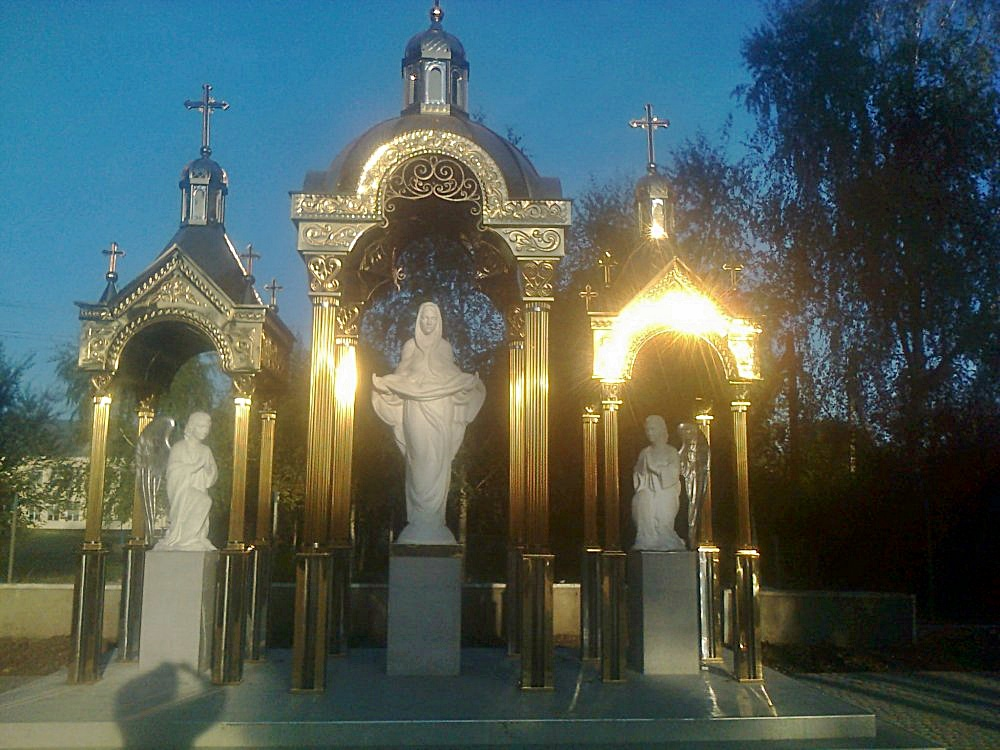
Каплиця Божої Матері на місці знищеного у 1980 р. костелу, відкрита 12 жовтня 2014 р.

Трохи поруйновані мури зміцнено за сприяння одного з наступних власників — Адама Миколая Сенявського, великого гетьмана коронного — який ним став на початку XVIII століття. За інвентарем 1714 року йому належали фільварки: 57 тяглових, 17 піших, господарський (близько 370 осіб). У 1716 році переніс сюди засновану в 1609 році у Глібові римо-католицьку парафію. У 1720 році надав місту магдебурзьке право (право самоврядування, статус міста).
Приблизно з цього періоду відомий герб містечка: на блакитному тлі — золотий лев (герб Галичини, Руського воєводства), що тримає в лапах золоті півмісяць і зірку (родовий герб Сенявських — Леліва).
Щороку дозволялося проводити 8 ярмарків і щотижня здійснювати торги худобою, збіжжям, ремісничими виробами та іншим.
У першій половині XVIII століття в містечку існувало 7 ремісничих цехів: гончарний, бондарський, ковальський, ткацький, кушнірський, кравецький та шевський.
Пізніше Гримайлів належав магнатським родам князів Чорторийських та Любомирських.

### У складі імперії Габсбурґів
У XIX столітті в Гримайлові проживало близько 4 тис. осіб. У містечку замешкали народи трьох національностей: українці, поляки та євреї. Українці становили 80 % населення. Унаслідок 1-го поділу Речі Посполитої Гримайлів із 1772 року належав до Австрії. У 1809-1815 роках Гримайлів під окупацією Російської імперії. Після смерті внучки А. Сенявського, Ізабелли Любомирської, до шлюбу Чарторийської, відомої як "княгиня маршалкова", у 1816 р. Гримайлів став власністю Констанції, до шлюбу Любомирської — пані гетьманової Ржевуської. У 1823 році Гримайлів купив віденьський банкір Леопольд Елькан де Елькенсберг. Пам'яткою про нього є стара назва с. Оленівки, Елеонорівка, найменоване на честь його дочки.
У 1831 році маєток у Гримайлові купив Антим Нікорович, пізніше — комендант академічного корпусу народної гвардії у Львові. Його дочка Юлія стала дружиною графа Леонарда Пінінського (1824—1886), який назавжди осів у Гримайлові і прославився як «ідеальний», поміркований господар. Він збудував перший паровий млин у Східній Галичині.
Саме цей дідич заклав і величезний та стильний (як на ті часи) Гримайлівський парк в англійському стилі, який старанно доглядав. Ще до закладки парку Нікорович перебудував замок на сучасний палац, зваливши три крила та дві башти, залишивши лише дві башти і південне крило, та добудувавши циліндричну високу годинникову вежу. Після смерті графа Леонарда Пінінського Гримайлів відвідав його син Леон (1857—1938), пізніше — намісник Галичини, ректор Львівського університету.
В 1840 році на місці згориних горбів і валів Никорович заклав розлогий парк.
У 1844 році в Гримайлові відкривається поштова служба. В 1848 — скасована панщина. Почала розвиватися промисловість.
Останніми власниками Гримайлова були графи Волянські (графиня Юлія Марія Пінінська була дружиною графа Владислав Мавриція Волянського, розстріляного у 1940 році енкавеесівцями в Києві).
1895 р. розпочато будівництво, 1897 р. здано в експлуатацію залізницю Великі Бірки — Гримайлів. Концесію на спорудження залізниці отримала місцева спілка землевласників. на залізниці працювало три паротяги KkStB 97. 106—107, 254.

### Перша світова війна
У 1916 р. для забезпечення Брусіловского прориву для будівництва залізниці Збараж — Шепетівка використали рейки і шпали з відтинку залізниці Великі Бірки — Гримайлів, яку повністю демонтували.
Перша читальня «Просвіти» відкрита в Гримайлові у 1895 році. Дім «Просвіти» реставрований у 1927 р.
У листопаді 1918 року встановлена ЗУНР, а вже в липні Гримайлів окупований Польщею.

### Між війнами
На 30 вересня 1921 р. населення становило 2746 осіб. 
Діяли гімназійні курси "Рідна школа" .
13 жовтня 1933 р. розпорядженням міністра внутрішніх справ місто збільшене за рахунок вилучення зі Скалатського повіту села Підлісся і включення його до міської гміни Гримайлів.

### Друга світова війна

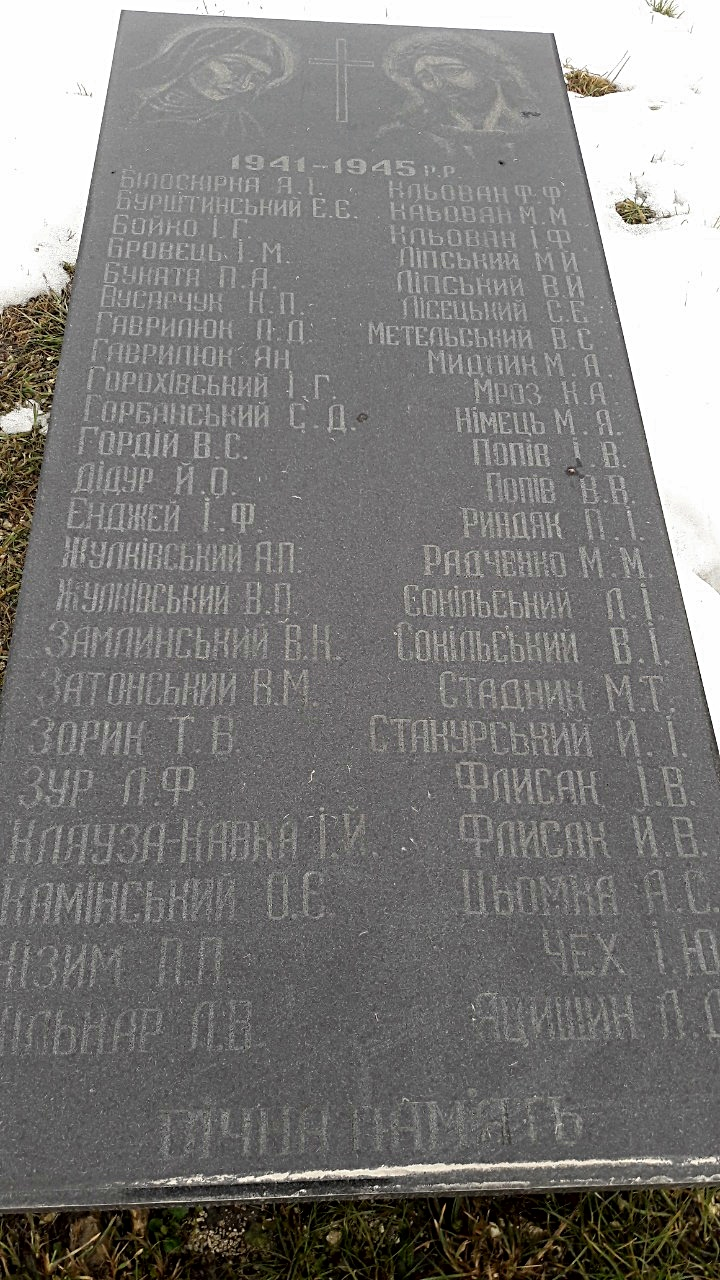
Символічна могила — пам'ятник гримайлівцям, які не повернулись з фронтів Другої світової війни. На плиті імена і прізвища загиблих.

У жовтні 1939 р. створений селянський комітет.
У січні 1940 р. Гримайлів став центром району, а також у цьому році відновив роботу млин, пивзавод, електростанція, розгорнулась державна і кооперативна торгівля. Відкрито районну лікарню, поліклініку, дитячу консультацію, аптеку. Почала працювати середня і 2 неповні школи, дитячі ясла, клуб, бібліотека.
Друга світова війна перервала все просвітницьке життя гримайлівців. 10 грудня 1041 року з Гримайлова було вивезено 1700 євреїв частину на розстріл до села Вікно, інших в табір до Скалата.  В селі діяв табір примусової праці для євреїв на вулиці Ринок, перша згадка про який датована жовтнем 1941, остання - у листопаді 1942.
У квітні 1943 р. мобілізовано юнаків 1923—1923 років народження на примусові роботи.
У 1944 р. почалася мобілізація чоловіків до лав діючих армій: українців і євреїв — у Червону Армію, місцевих поляків — у Військо Польське. З Гримайлова мобілізовано приблизно 350 осіб віком від 18 до 50 років, до 50 з них загинули у боях.

### Післявоєнний період
Населення після відступу німців приступило до ремонту будинків, впорядкування вулиць. Дуже важко відновлювалося сільське господарство. Відчувалася нестача техніки, посівного матеріалу, робочих рук.  Радянська влада знищила місцевий замок, використовуючи його як будівельний матеріал під час прокладання автомобільної дороги з Гримайлова до Теребовлі.
У 1944 р. відновлена МТС (машинно-тракторна станція). У 1948 — утворено колгосп.
У період 1944—1949 років народжуваність була низькою, а смертність навпаки — високою, не було їжі та ліків.
У 1950-х роках за вказівкою КПУ поруйновані всі християнські пам'ятки на перехрестях вулиць містечка.
У 1956 р. Гримайлів став селищем міського типу. В 1963 р. у селищі діяли 3 школи: середня на 580 учнів, школа-інтернат на 315 учнів та допоміжна школа на 120 учнів. Функціонували дільнича лікарня, комунгосп, дільнича ветеринарна лікарня, харчокомбінат, млин, пивзавод, консервний завод, цех безалкогольних напоїв, ковбасний цех, чайна, цегельний завод, кахельний цех, філія зв'язку, автобусна станція, радіовузол, кінотеатр.
Партійна організація колгоспу створена 1955 року. В цьому ж році до колгоспу приєдналося с. Буцики, а в 1959 — с. Оленівка.      За вказівкою прокомуністичної влади у 1970-х роках знищено костел Пресвятої Трійці, та дах у синагозі (17 ст.)

### Новітній час
1 грудня 1991 р. жителі Гримайлова взяли участь у Всеукраїнському референдумі щодо проголошення незалежності України і виборів першого президента.

## Політика

### Парламентські вибори, 2019
На позачергових парламентських виборах 2019 року у селищі функціонувала окрема виборча дільниця № 610213, розташована у приміщенні будинку культури.
Результати
- зареєстровано 1400 виборців, явка 54,14%, найбільше голосів віддано за «Слугу народу» — 33,51%, за Всеукраїнське об'єднання «Батьківщина» — 13,43%, за «Голос» — 12,63%.[13] В одномандатному окрузі найбільше голосів отримав Ігор Сопель (Слуга народу) — 30,62%, за Миколу Люшняка (самовисування) — 26,96%, за Володимира Бліхаря (Всеукраїнське об'єднання «Батьківщина») — 12,06%[14].

## Населення

### Мова
Розподіл населення за рідною мовою за даними перепису 2001 року:
| Мова       | Кількість | Відсоток |
| ---------- | --------- | -------- |
| українська | 1991      | 99.35%   |
| російська  | 10        | 0.50%    |
| польська   | 2         | 0.10%    |
| білоруська | 1         | 0.05%    |
| Усього     | 2004      | 100%     |

## Символіка

### Герб
На лазуровому полі золотий лев, що тримає в передніх лапах золоті півмісяць та шестикутну зірку - знак роду Синявських «Леліва».

## Пам'ятки

### Природи
- ландшафтний парк (середина XIX ст.).

### Архітектури

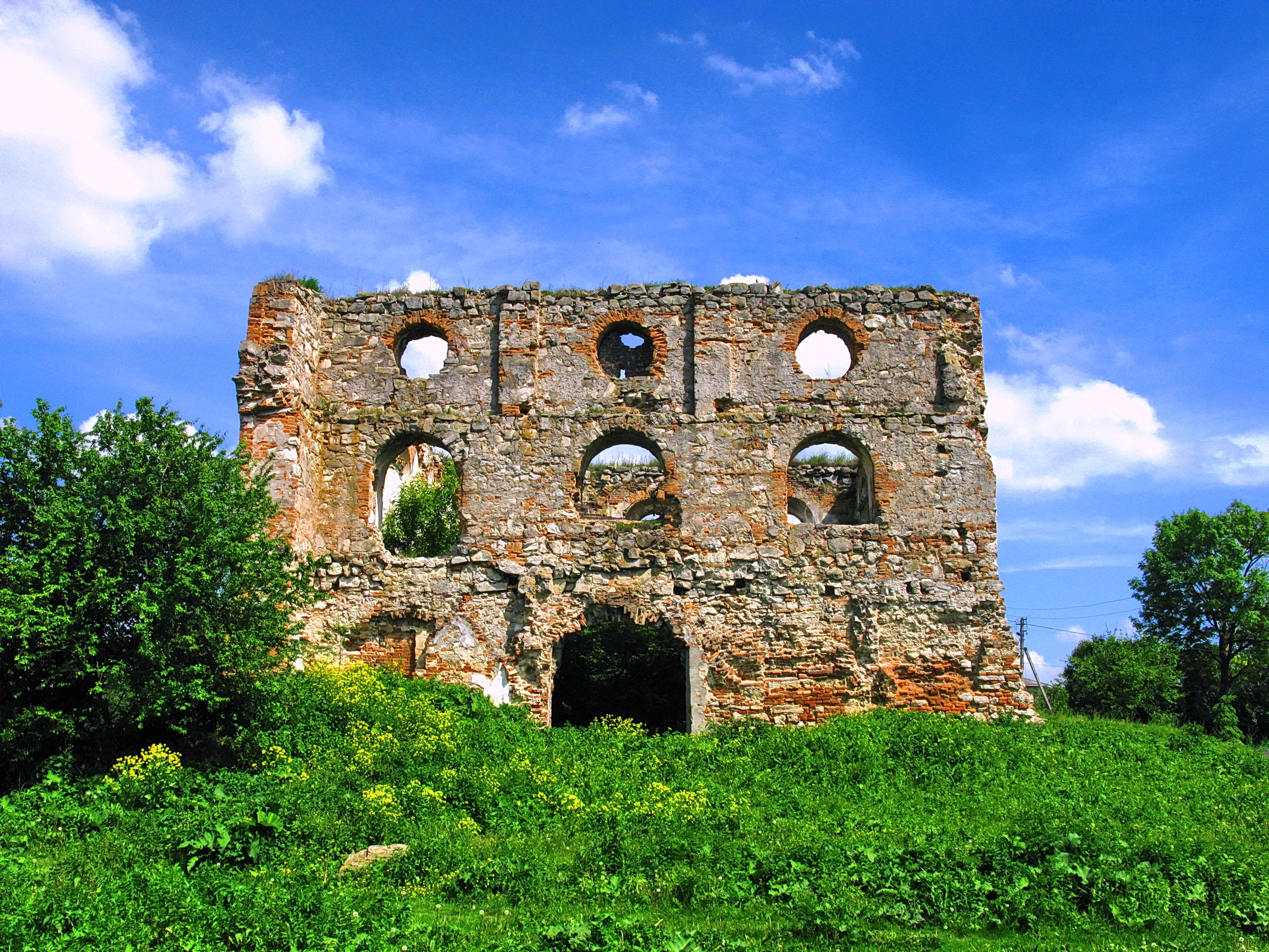
Руїни синагоги XVIII ст. біля річки.

- церква Покрови Пресвятої Богородиці (1806);
- костел Пресвятої Трійці (1754, зруйнований);
- залишки синагоги XVIII ст., муровані, без даху;

### Пам'ятники
- Тарасу Шевченку (1956).

Пам'ятник Тарасові Шевченку

- Іванові Пулюю (1996; скульптор М. Обезюк).

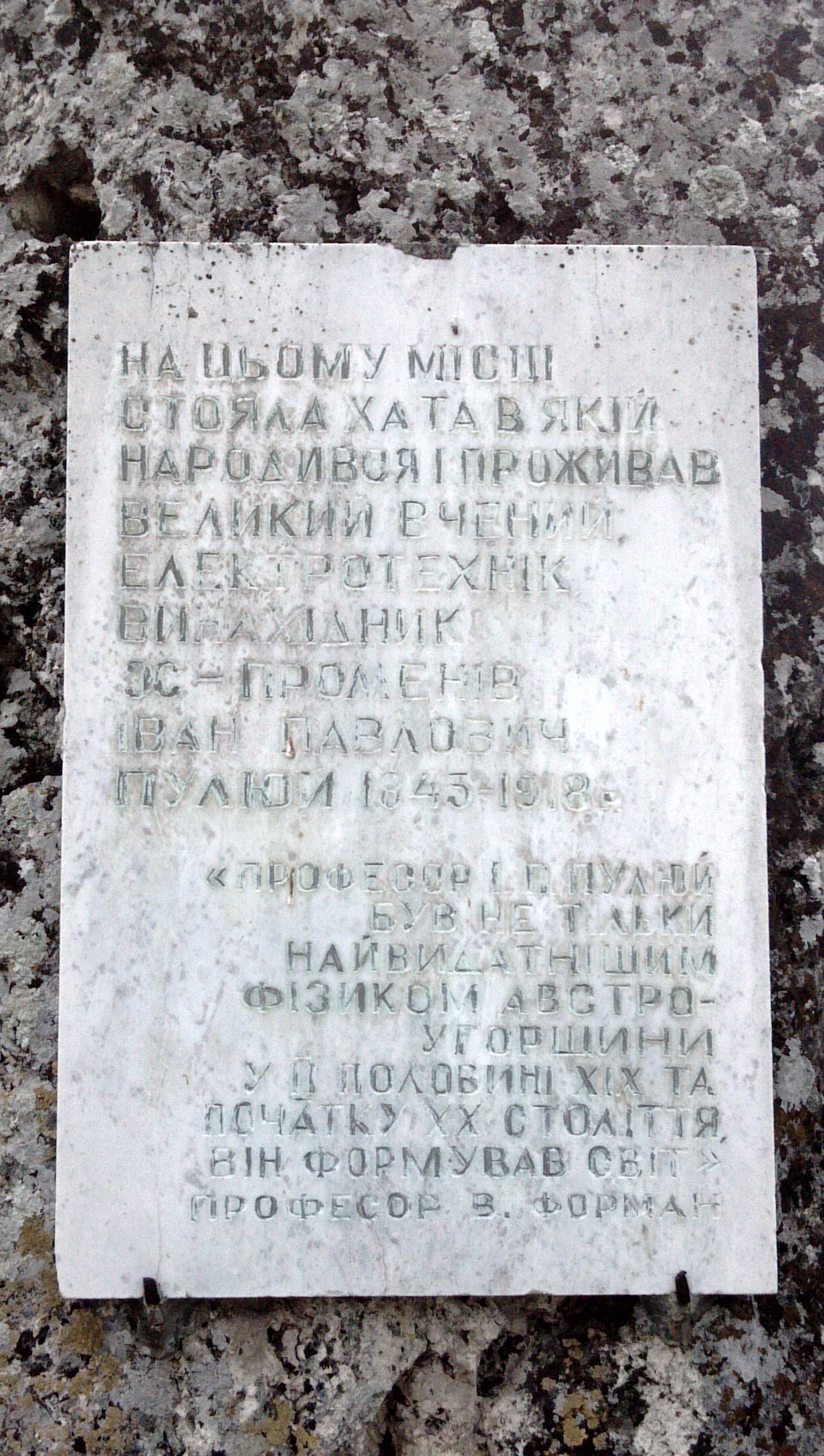
Меморіальна відзнака на місці, де стояла хата батьків Івана Пулюя.

- Пам'ятник на могилі батьків Івана Пулюя.

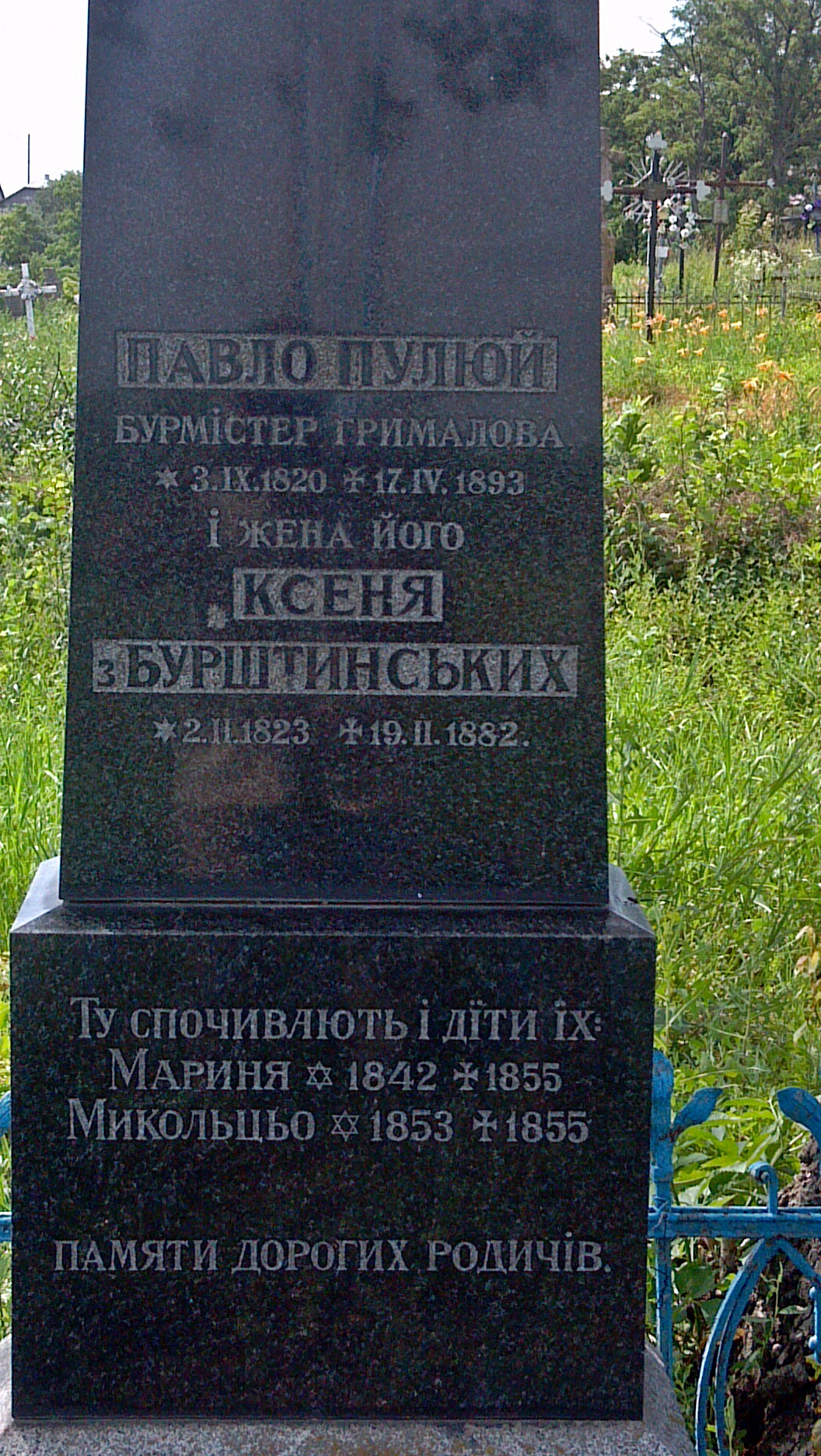
Пам'ятник на могилі батьків Івана Пулюя.

- Адамові Міцкевичу (1898; реставрований 1934).

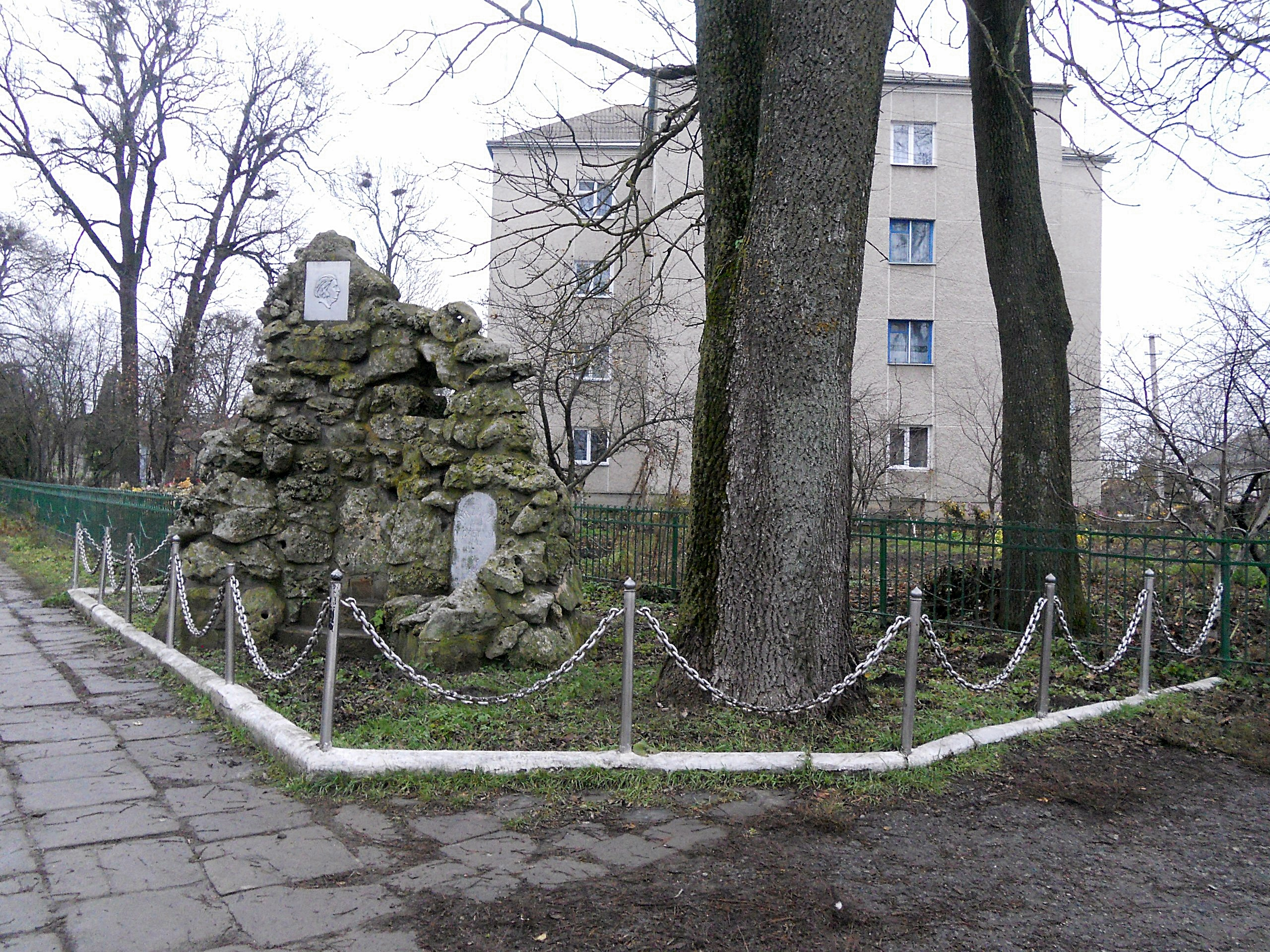
Пам'ятник Адаму Міцкевичу.

- Насипана символічна могила УСС (1990).

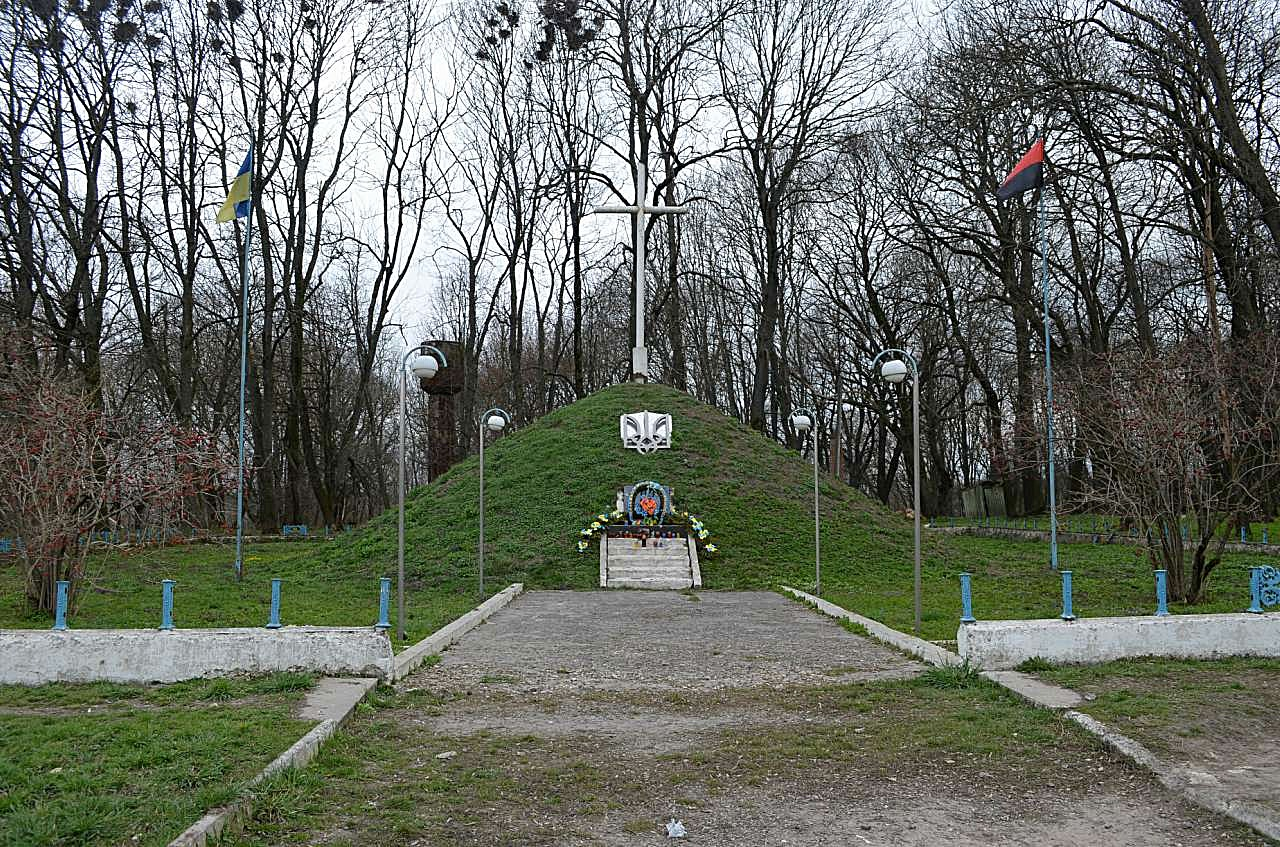
Символічна могила українським січовим стрільцям

- Встановлено пам'ятну таблицю до 150-річчя від дня народження Івана Пулюя (1995).
- Братська могила радянських воїнів, де поховано 82 солдати, які полягли в боях за визволення містечка. Пам'ятник — постать воїна на прямокутному постаменті, перед пам'ятником — надгробна прямокутна плита з іменами загиблих[17].

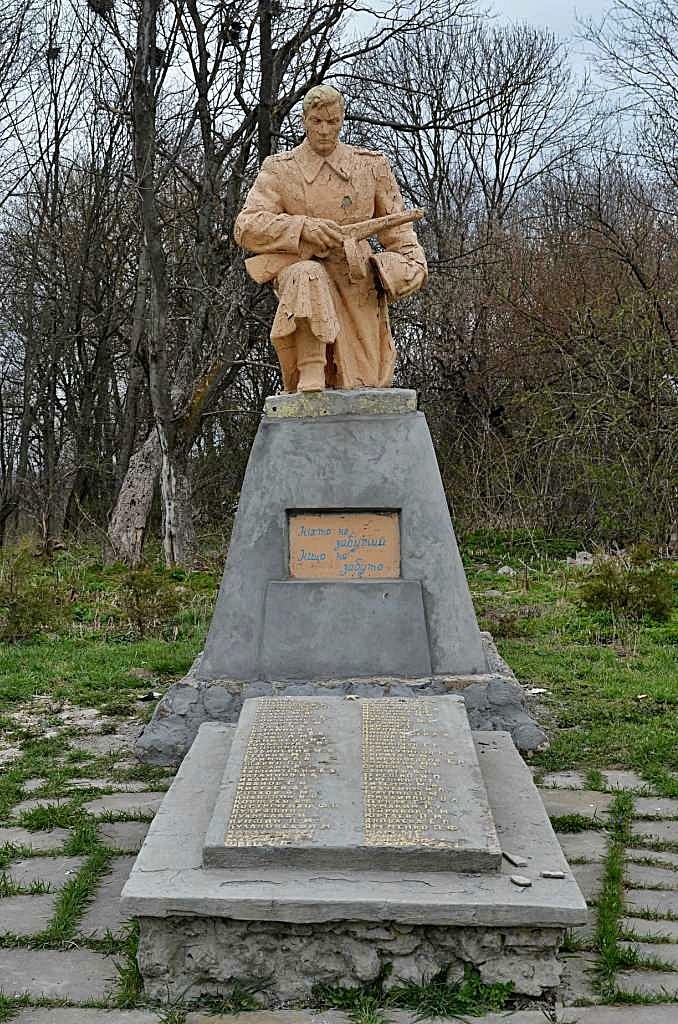
Пам'ятник загиблим у Другій світовій війні солдатам Червоної Армії.

- Гранітний пам'ятник загиблим місцевим мешканцям-воїнам УПА, членам ОУН, репресованим (2004).

## Соціальна сфера
Є кімната-музей Івана Пулюя (1995).
Діють загальноосвітня школа І-ІІІ ступеня, школа-інтернат, музична школа, Будинок культури, дві бібліотеки, дошкільний заклад, дільнична лікарня.

## Релігія
Від 1754 року є докладний опис церков Гримайлівського деканату. З'явилися школи, в яких грамоти навчали дяки.
У Гримайлові було 2 церкви, одна з них Покрови Пресвятої Богородиці, яка 1759 року була дерев'яна з 3 верхами. Парохом тоді був отець Михайло Рудковський. Стара церква згоріла в 1804 році і на її місці 1806 року під опікою і сприянням княгині Ізабелли Любомирської поставлено нову муровану, яка стоїть і донині.
Друга церква св. Параскеви в 1759 р. була також дерев'яною з 3 верхами. Парохом був о. Стефан Здирко. Церква згоріла.
Був у Гримайлові і костел Пресвятої Трійці, побудований у 1754 році в самому центрі селища, у стилі бароко.
Євреї мали свою божницю, дуже велику, крім того 9 менших божниць. Найстаріша збережена пам'ятка Гримайлова — мурована синагога, зведена у XVII ст., руїни якої ще стоять на пагорбі над річкою Гнілою. Вона входила до загальної системи оборони міста.

## Економіка, торгівля
ЗАТ «Гримайлівський консервний завод», ВАТ «СПМК-3», млин, торговельні заклади.

## Відомі люди

### Народилися
- Броніслав Бауер (1851 — після 1939) — львівський архітектор.
- М. Бродович — польський вчений, медик, педагог;
- Верблянський Богдан Юрійович (1998-2024)— український військовослужбовець, учасник російсько-української війни[18].
- У. Ґейзманн — правознавець;
- Юліуш Гюбнер — військовик, Герой Радянського Союзу;
- Дави́д Кагане́ — рабин, релігійний діяч, підполковник Польського Війська (капелан)[19].
- О. Кметь — громадський діяч;
- Володимир Мадараш (1984—2022) — український військовослужбовець, учасник російсько-української війни[20][21].
- Іван Пулюй — український фізик-електротехнік (його ім'я присвоєно місцевій школі);
- Ставничий Олег (1990-2023)— український військовослужбовець, учасник російсько-української війни[22].
- Дарія Цвєк — українська кулінарка, авторка низки популярних книг з рецептами;
- Роман Шпорлюк — історик.

### Проживали
Климчак Богдан Степанович  — український письменник, довголітній політв'язень.

### Працювали
- Мочульський Михайло Михайлович — (13 листопада 1875, Миколаїв, теперішня Львівська область — 14 лютого 1940) — український критик, літературознавець, перекладач. Дійсний член НТШ.
- Купчинський Євген Іванович (19 червня 1867, с. Оглядів, Радехівського району, Львівської області — 28 серпня 1938, с. Сороцьке, Теребовлянського району, Тернопільської області) — український галицький греко-католицький священик, композитор, хоровийдиригент і віртуоз-цитрист.
- Пісецький Олександр Купріянович — український громадський діяч і політик.

### Поховані
- Петро Любович — композитор, диригент;
- М. Олійник — літераторка.

## Зауваги
1. ↑  за Адамом Бонецьким, їх також називали Людзіськими → Herbarz polski : wiadomości historyczno-genealogiczne o rodach szlacheckich. — Lw., 1912. — Cz. 1. — T. 15. — S. 111.; в українських джерелах зустрічається також назва Лудзіцьких